# Варисцит
Варисци́т (англ. variscite; нім. Variscit m;) — мінерал, водний фосфат алюмінію острівної будови. Назва походить від лат. Variscia — римської назви німецького регіону Фоґтланд (звідси також інша назва Герцинської складчастості — «Варисці́йська складчастість»).

## Загальний опис
Хімічна формула: 8[AlPO4х2H2O]. Склад у %: Al2O3 — 32,26; P2O5 — 44,94; H2O — 22,8. Al повністю заміщається Fe3+ з утворенням штренгіту. Вид дипірамідальний. Сингонія ромбічна. Зустрічається у вигляді тонкозернистих масивних агрегатів, жовен, прожилок або кірок. Кристали псевдооктаедричні. Твердість 4,5—5,5. Густина 2,5—2,6. Колір блакитний, зелений, білий, жовтий. Блиск скляний, в тонкозернистих агрегатах — восковий. Утворюється в порожнинах під дією фосфатних метеорних вод. Асоціює з вавелітом, крандалітом, метаварисцитом, апатитом, халцедоном і лімонітом. Вперше знайдений у Саксонії (Німеччина). Зустрічається у вигляді жовноподібних стяжінь разом з іншими водними фосфатами у Файрфілді (шт. Юта, США) в зоні вивітрювання вапняків. Рідкісний.

## Різновиди
Розрізняють:
- варисцит залізний (відміна варисциту, яка містить до 15 % Fe2O3);
- альфа-варисцит (зайва назва варисциту);
- бета-варисцит (зайва назва метаварисциту).